# Magdalena penitente (De la Tour, Nueva York)
La Magdalena penitente,  también conocida como Magdalena con dos velas, es un cuadro del pintor francés Georges de La Tour pintado entre 1625-1650, con unas medidas de 133,4 x 102,2 cm. Este óleo sobre lienzo presenta a María Magdalena, muy parecida a otras varias pinturas de una serie del artista dedicada a este tema religioso. Se encuentra en las colecciones del Museo Metropolitano de Arte de Nueva York, donado por el matrimonio Wrightsman el año 1978, de aquí que en algún momento fue conocida como La Magdalena penitente de Wirghtsman

## Contexto
La figura de María Magdalena fue muy popular como tema en la pintura europea del siglo XVII. Como «pecadora» parecía la antítesis de Jesucristo, que predicaba el arrepentimiento y la reflexión y que renunció «al placer de la carne». Debido a su posición en el Nuevo Testamento como discípula de Cristo, simboliza el poder del perdón y la posibilidad del cambio, de una vida de pecado a la santidad, con el énfasis en la penitencia. En el momento de la Contrarreforma se aplicó dentro de la Iglesia católica como un ejemplo convincente de la posibilidad del perdón y el arrepentimiento.

## Descripción
La María Magdalena que retrata el artista muestra un gran realismo, con un fuerte contraste entre la luz brillante de las velas y el resto de las zonas en sombra que hace que el trabajo tenga una cierta reminiscencia de las obras de Caravaggio, aunque se desconoce si De la Tour, conocía alguna pintura del artista italiano.  Típico de la obra de De la Tour, es la composición geométrica, se hace un uso simplificado, con una paleta de colores limitada y un fuerte énfasis en todos los detalles. La atmósfera crea una quietud y reflexión menos dramática que en la obra de Caravaggio, pero igual de poderosa. El silencio que se aprecia en la escena emana de la luz de la vela reflejada en el espejo, las dos llamas reflejan la vida real y la iluminación hacia el arrepentimiento.

## Variantes
De la Tour al menos trabajó en cinco versiones sobre María Magdalena como figura central, siempre girada hacia unos elementos y con cierto énfasis en su transformación espiritual. Dos obras casi idénticas se encuentran en el Museo del Louvre y en el Museo de Arte del Condado de Los Ángeles ambas con los hombros descubiertos y con una sola llama. Las otras dos obras también similares están en la Galería Nacional de Arte de Washington D. C. y en el Museo Lorrain de Nancy, en estas pinturas, Magdalena tiene una actitud más contemplativa y se refleja en el espejo junto con el cráneo claramente más consciente de la mortalidad que simboliza.

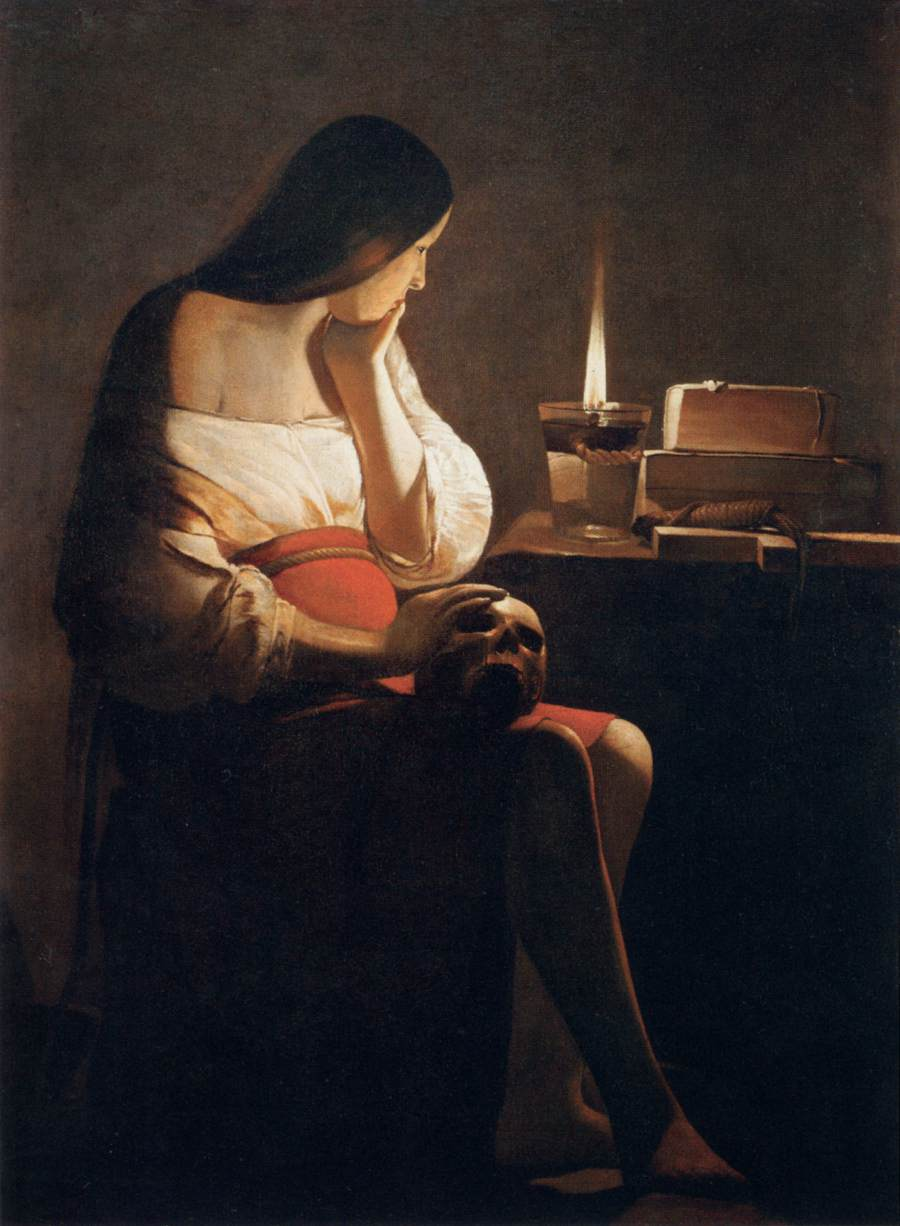
Magdalena penitente de la lamparilla, Museo del Louvre
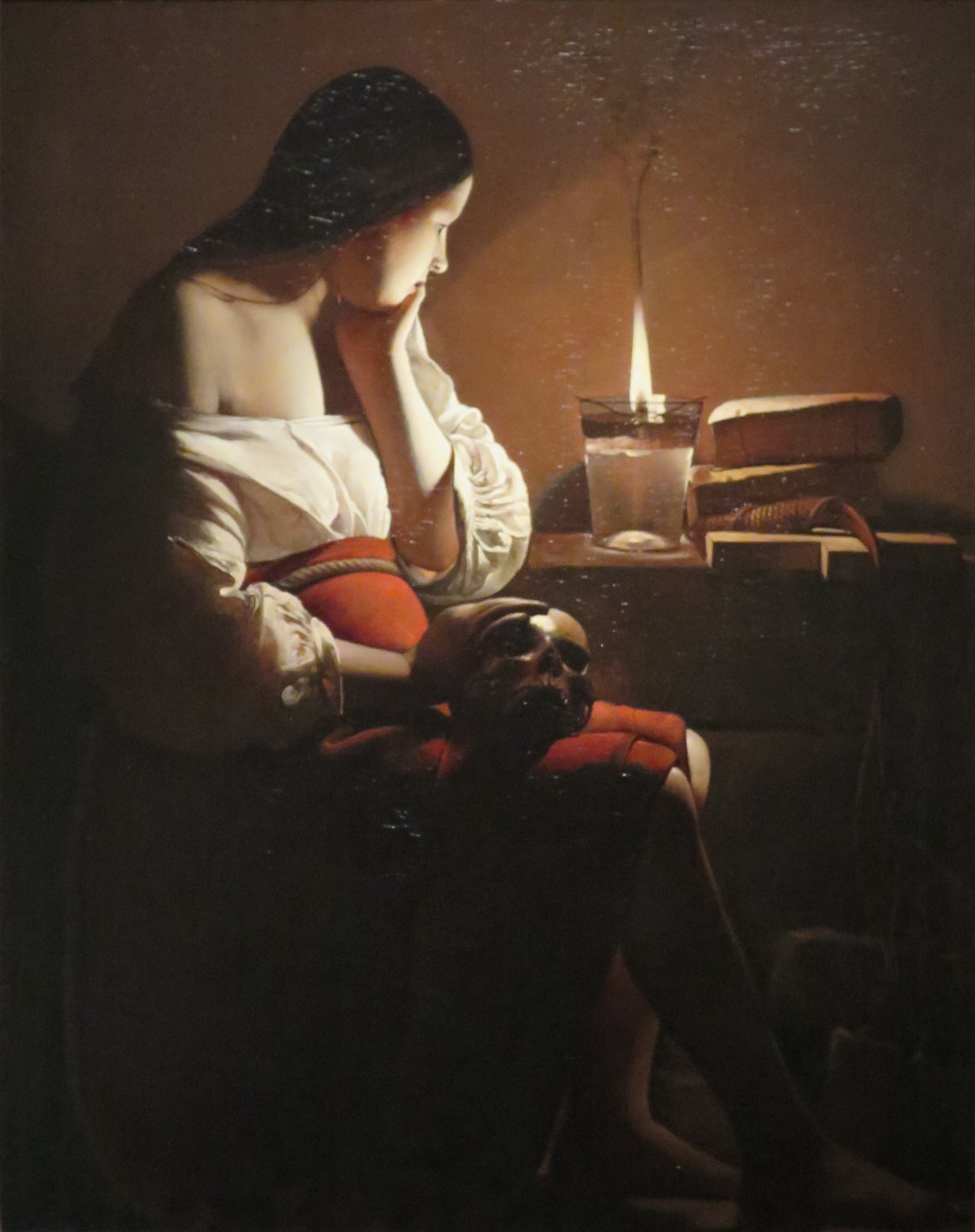
Magdalena penitente de la lamparilla, Museo de Arte del Condado de Los Ángeles
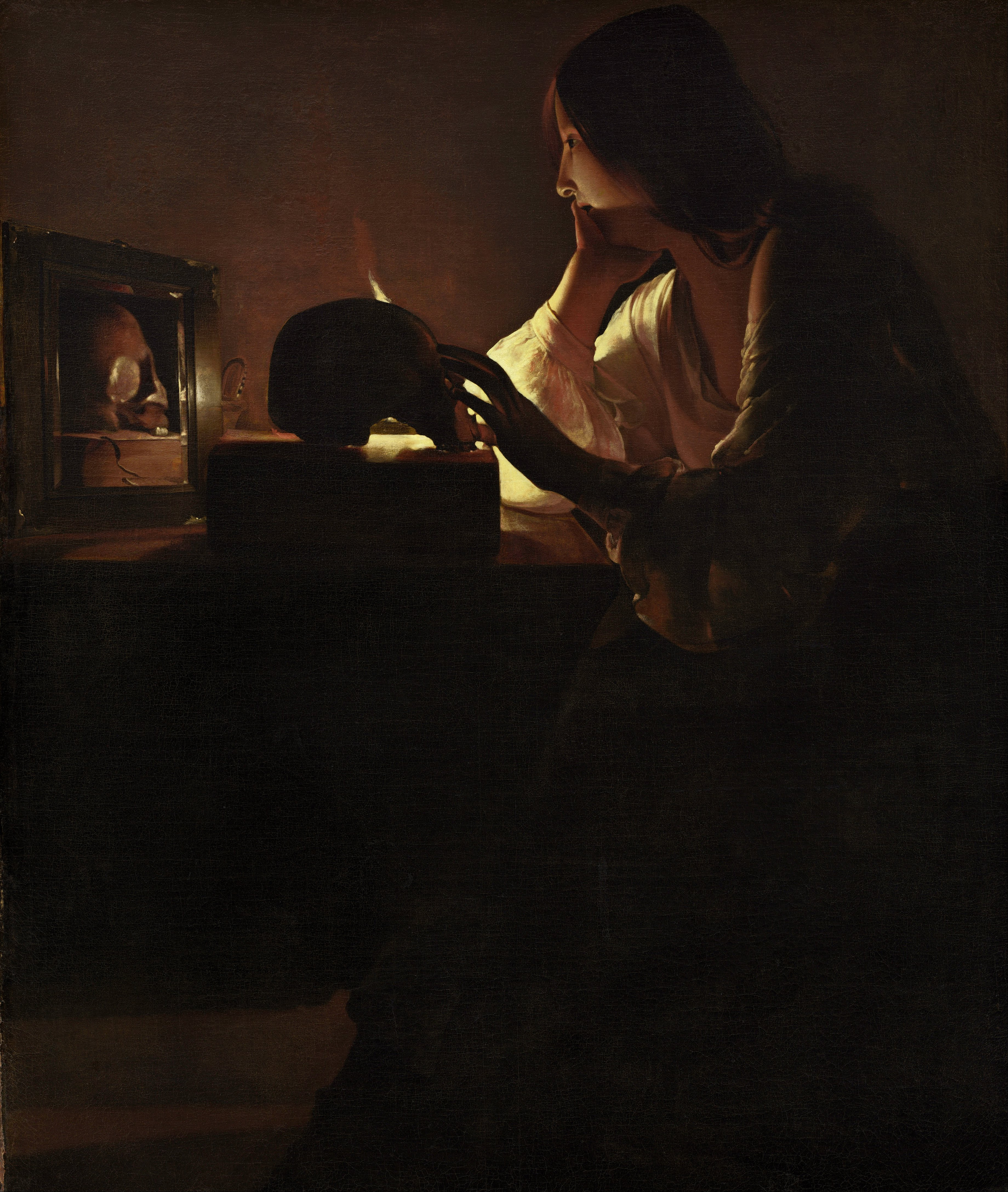
María Magdalena, Galería Nacional de Arte
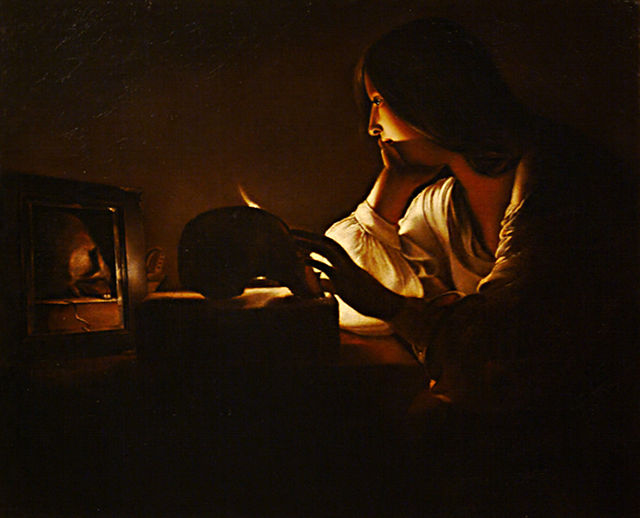
Magdalena y el espejo, Museo Lorrain, Nancy